# Айя

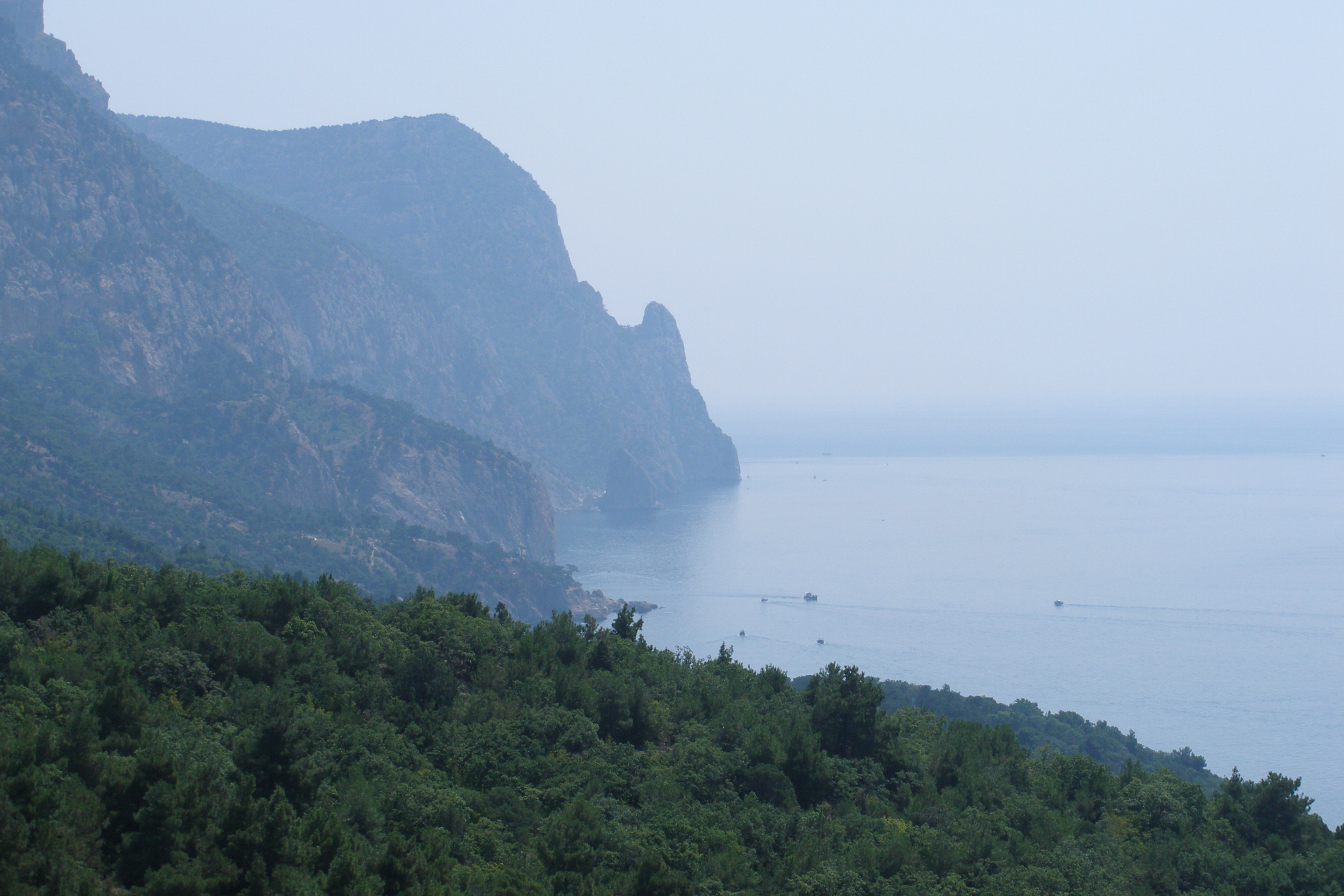
Мис Айя

44°25′44″ пн. ш. 33°38′56″ сх. д. / 44.42889° пн. ш. 33.64889° сх. д.
А́йя (крим. Ayya) — мис на Південному березі Криму, на південному сході від Балаклави. Назва походить від грец. Αγία, що перекладається як Свята. На вершині скелястого мису видно сліди будівлі, яка могла бути маяком або храмом. Саме з останнім і пов'язують назву.
З 07 вересня 2023 належить Бахчисарайському району Автономної Республіки Крим.
Мис є прямовисним урвищем Головного пасма Кримських гір до Чорного моря. Найвища вершина на мисі Айя — скеля Кокія-Кія («блакитна скеля») висотою 558,5 м.
На схід від мису розташована бухта Ласпі, а за нею мис Ласпі; на північний захід — урочище Аязьма з невеликою затокою біля підніжжя гір Аскети і Кріпак, далі — мис Георгія. Скелі мису Айя складені верхньоюрськими мармуроподібними вапняками. Гірські схили вкриті реліктовим середземноморським рідколіссям.
В основі мису є гроти. Частина мису використовувалася моряками імператорського Чорноморського флоту Росії для пристрілки корабельних гармат. Досі на скелях збереглися сліди від ударів ядер.
Мис зображувався художником І. К. Айвазовським на картині «Буря біля мису Айя» (1875).
У районі мису Айя в 1955—1956 роках був побудований ракетний комплекс (об'єкт 100), згодом реконструйований під пуск крилатих ракет. В середині 1990-х комплекс був переданий Російською Федерацією Україні.
Входить до Державного ландшафтного заказнику «Мис Айя». У районі мису — реліктовий гай сосни Станкевича.